# Summer Shade (Kentucky)
Summer Shade es un lugar designado por el censo ubicado en el condado de Metcalfe en el estado estadounidense de Kentucky. En el Censo de 2010 tenía una población de 307 habitantes y una densidad poblacional de 58,13 personas por km².

## Geografía
Summer Shade se encuentra ubicado en las coordenadas 36°53′3″N 85°42′39″O / 36.88417, -85.71083. Según la Oficina del Censo de los Estados Unidos, Summer Shade tiene una superficie total de 5.28 km², de la cual 5.27 km² corresponden a tierra firme y (0.25%) 0.01 km² es agua.

## Demografía
Según el censo de 2010, había 307 personas residiendo en Summer Shade. La densidad de población era de 58,13 hab./km². De los 307 habitantes, Summer Shade estaba compuesto por el 91.86% blancos, el 6.84% eran afroamericanos, el 0% eran amerindios, el 0% eran asiáticos, el 0% eran isleños del Pacífico, el 0.65% eran de otras razas y el 0.65% pertenecían a dos o más razas. Del total de la población el 0.98% eran hispanos o latinos de cualquier raza.